# José Carlos Somoza
José Carlos Somoza Ortega (ur. 13 listopada 1959 w Hawanie) – hiszpański pisarz.
W 1960 r. jego rodzina zmuszona była wyemigrować z kraju z powodów politycznych; udali się do Hiszpanii, gdzie zaopiekowali się nimi kastylijscy przyjaciele. Mieli wiele szczęścia, gdyż nie posiadali wówczas niemal niczego (wszystko pozostawiając w kraju) i gdyby nie pomoc przyjaciół, zostaliby bez środków do życia.
Sam Somoza uważa się za Hiszpana, w Hiszpanii się wychował i wciąż tam mieszka. Szczególnie bliskie są mu Madryt i Kordoba, gdzie rozpoczął studia na wydziale medycyny (psychiatria). W 1994 r. z dyplomem psychiatry zdecydował się wysłać swe teksty do wydawnictw i na konkursy literackie. Pierwsze z jego opowiadań ukazało się jeszcze w tym samym roku, niedługo po wyłonieniu tekstu przez jury jednego z konkursów. Wówczas zdecydował się porzucić psychiatrię – którą wciąż czynnie uprawiał – i na stałe zająć się pisarstwem. Międzynarodowy sukces, jaki przyniosła mu piąta z książek, La caverna de las ideas (Jaskinia filozofów, polski przekład: Agnieszka Rurarz, nagroda „Złoty Sztylet” za 2002 r.) utwierdził go w przekonaniu, że podjął właściwą decyzję.

## Nagrody i wyróżnienia
- Nagroda Flintyxan 2004 dla najlepszej powieści historyczno-kryminalnej, przyznana La caverna de las ideas przez Szwedzkie Stowarzyszenie Pisarzy Prozy Kryminalnej;
- wyróżnienia niezależnych księgarni z Francji (Initiales i Mille Pages 2003) dla Clara y la penumbra;
- Nagroda The Macallan Gold Dagger For Fiction 2002 przyznana tytułowi La caverna de las ideas;
- Nagroda Hammett (2002) przyznawana w kategorii czarnej powieści (Clara y la penumbra);
- Nagroda Fernando Lara (2001) za Clara y la penumbra;
- nominacja tytułu Dafne desvanecida do finału Premio Nadal (styczeń 2000);
- Nagroda Café Gijón dla La ventana pintada (1998);
- Wyróżnienie Cervantes de Teatro (INAEM) za sztukę Miguel Will (1997);
- Nagroda La Sonrisa Vertcal (Tusquets) za powieść erotyczną Silencio de Blanca;
- Nagroda Margarita Xirgu w kategorii scenariuszy radiowych, przyznana przez Radio Exterior de España i Instytut Współpracy Iberoamerykańskiej za scenariusz Langostas (1994);
- Nagroda Gabriel Sijé w kategorii opowiadań, za Planos (1994).

## Twórczość
- 1994 – Planos (CAM Fundación Cultural, Murcja)
- 1996 – Silencio de Blanca (Tusquets, Barcelona)
- 1997 – Miguel Will (Fundación Autor-SGAE, Madryt)
- 1999 – Cartas de un asesino insignificante (Debate, Madryt; polskie tłumaczenie: Listy od zabójcy bez znaczenia, Muza 2005, tłum. Agnieszka Rurarz, ISBN 83-7079-708-3)
- 1999 – La ventana pintada (Algaida, Sewilla; polskie tłumaczenie: Namalowane okno, Muza 2006, tłum. Barbara Jaroszuk, ISBN 83-7319-785-0)
- 2000 – La caverna de las ideas (Alfaguara; polskie tłumaczenie: Jaskinia filozofów, Muza 2003, tłum. Agnieszka Rurarz, ISBN 83-7319-346-4)
- 2000 – Dafne desvanecida (Destino, Barcelona; polskie tłumaczenie: Dafne znikająca, Muza 2004, tłum. Agnieszka Mazuś, ISBN 83-7200-973-2)
- 2001 – Clara y la penumbra (Planeta, Barcelona; polskie tłumaczenie: Klara i półmrok, Muza 2004, tłum. Bogumiła Wyrzykowska, Anna Trznadel-Szczepanek, Małgorzata Perlin, ISBN 83-7079-710-5)
- 2003 – La dama número trece (Mondadori, Madryt; polskie tłumaczenie: Trzynasta dama, Muza 2004, tłum. Bogumiła Wyrzykowska, ISBN 83-7319-622-6)
- 2004 – La caja de marfil (Mondadori, Madryt; polskie tłumaczenie: Szkatułka z kości słoniowej, Muza 2006, tłum. Bogumiła Wyrzykowska, ISBN 83-7319-739-7)
- 2005 – El detalle (tres novelas breves) (Mondadori, Madryt; polskie tłumaczenie: Szczegół. Trzy krótkie powieści, Muza 2006, tłum. Anna Topczewska, ISBN 83-7319-918-7)
- 2006 – ZigZag (Plaza y Janés; polskie tłumaczenie: Zygzak, Muza 2007, tłum. Anna Trznadel-Szczepanek, ISBN 978-83-7495-231-6)
- 2007 – La llave del abismo (polskie tłumaczenie: Klucz do otchłani, Muza 2009, tłum. Barbara Jaroszuk, ISBN 978-83-7495-682-6)
- 2007 – Tragedias Griegas (współautor)
- 2010 – El cebo (polskie tłumaczenie: Przynęta, Muza 2011, tłum. Agnieszka Rurarz, ISBN 978-83-7495-557-7)
- 2014 – Tetrammeron (polskie tłumaczenie: Tetrameron, Muza 2014, tłum. Agnieszka Rurarz, ISBN 978-83-7758-599-3)